# 小西ワクサ
小西 ワクサ（こにし ワクサ、生年不詳 - 1600年? ）は、戦国時代の女性。名はウサ、ワサとも。洗礼名はマグダレーナ、マグダレナ。子に小西如清、行長、行景がいる 。

## 略歴
豊臣秀吉の正室寧々の侍女として仕え、大阪城では寧々の右腕として取り仕切っていたとされる。
永禄2年（1559年）、如清と共に堺で洗礼を受けた。関ヶ原の戦いの敗報と行長の死を知り、ほどなくして亡くなったとも言われる。